# Catedral de Palência
A Catedral de San Antolín encontra-se na cidade espanhola de Palência, na comunidade autónoma de Castela e Leão. É um edifício de estilo predominantemente gótico, embora tenha elementos acima referidos, visigodos e romanos, bem como elementos decorativos do Renascimento e neoclássico.
É popularmente chamada de "Beleza ignorada", por não ser tão conhecido como outros grandes catedrais de Castela, mesmo que seja um grande edifício que possui dentro dela uma quantidade significativa de obras de arte de grande valor.
Seus mais de 130 metros de comprimento, tornando-se uma das maiores catedrais da Espanha e Europa, a sua abside tem mais de 42 metros de altura e 50 metros de largura no cruzeiro, além de muitos do claustro e sala do capítulo, dimensões semelhantes na Catedral de Chartres. O exterior parece austera e maciça, uma situação que não revela a grandiosidade de seu interior, onde podem ser mais de vinte capelas de interesse artístico e histórico. A característica mais reconhecível do lado de fora é a torre, de 55 metros de altura, sólida e um pouco áspera em seu estilo gótico. Estudos e escavações recentes mostram que era uma torre militar e, após cumprir essa função, pináculos e taboa foram adicionados como única decoração.

## Cripta
A cripta de San Antolín foi construída na segunda metade do século VII, em estilo visigótico, ainda que contenha elementos românicos posteriores. A cripta está dedicada a San Antolín, mártir e padroeiro de Palência, que ali está sepultado.

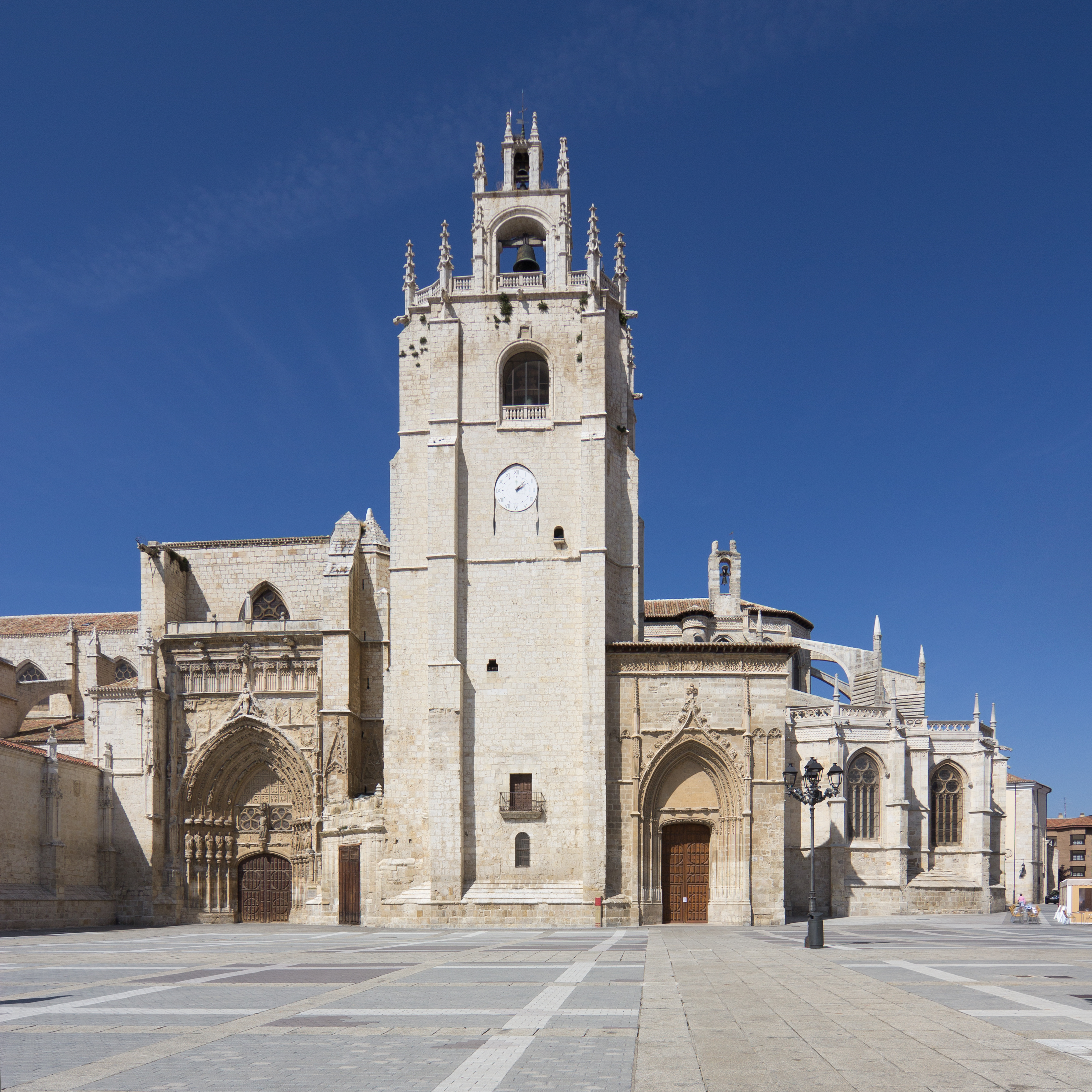
Catedral de San Antolín en Palencia